# Manlio Mazza
Manlio Mazza (Cremona, 1889 – Firenze, 3 febbraio 1937) è stato un musicista, compositore e direttore d'orchestra italiano.

## Biografia
Manlio Mazza nasce a Cremona da Ernesto e Giulia Papini, entrambi fiorentini di nascita. Dai genitori, appassionati di teatro (la madre in gioventù faceva parte di una compagnia teatrale a Firenze), eredita fin da bambino la propensione per la musica; era consuetudine per i genitori improvvisare in casa scenette accompagnate da brani d'autore al pianoforte suonato dal figlio. Si iscrive alla Scuola di Musica di Cremona dove si diploma in Composizione di primo livello. A fine secolo, la famiglia si trasferisce a Firenze, dove il padre avvia un'attività di alta sartoria in P.zza Duomo; il figlio si iscrive al Conservatorio musicale cittadino dove consegue il Diploma in Pianoforte e in Composizione. In Conservatorio conosce Assunta Bianchi (1894-1970), maestra di pianoforte. Allievo di Ildebrando Pizzetti, ne divenne in seguito stretto collaboratore. Assunse in seguito la carica di insegnante presso il Conservatorio Cherubini di Firenze e più tardi anche quella di direttore della corale dell'opera Balilla. Diresse numerose opere liriche e fu coordinatore e direttore di festival musicali presso il Teatro Edison e il Teatro Pacini di Fucecchio. La sua fama è soprattutto legata alla composizione delle musiche di accompagnamento del film "Cabiria", primo Kolossal della storia del cinema, considerato il film muto più importante della cinematografia italiana.

## Composizione delle musiche di Cabiria
I film muti di particolare rilevanza e successo, venivano proiettati con un accompagnamento musicale eseguito in diretta da un'orchestra presente in sala o più spesso con un accompagnamento al pianoforte. Le musiche eseguite erano però brani di repertorio senza particolari legami con il film, non pensate e composte espressamente. Durante la realizzazione del film Cabiria del 1914, furono Gabriele D'Annunzio, autore della sceneggiatura e delle liriche "didascalie vergate" e il regista Giovanni Pastrone, a volere che fossero realizzate, prima volta nella storia del cinema, musiche espressamente composte per l'accompagnamento sonoro di un film. La realizzazione fu inizialmente affidata al compositore Ildebrando Pizzetti, il quale, preoccupato della ricaduta negativa di immagine dovuto all'accostamento al mezzo cinematografico, allora considerato poco più che una baracconata circense, preferì limitarsi alla composizione della musica della sola scena principale, il sacrificio a Moloch, la "sinfonia del Fuoco", delegando e affidando la composizione della restante parte dell'accompagnamento sonoro, della durata di circa due ore al maestro Mazza, suo allievo e collaboratore. Il Mazza realizzò 624 pagine di partitura a fronte delle 65 pagine composte dal Pizzetti. Le musiche composte per grande orchestra e coro (esiste anche una riduzione per solo pianoforte realizzata dal maestro Mazza),seguivano, sottolineavano ed erano finalmente "sincronizzate" con lo svolgersi degli eventi contenuti nel film, furono universalmente riconosciute ed apprezzate e contribuirono in maniera fondamentale al successo del film. Cabiria fu proiettato negli Stati Uniti nel 1915 e l'accompagnamento sonoro fu affidato alla direzione d'orchestra di Josef Carl Breil  che apprezzò a tal punto non solo la bontà musicale quanto e soprattutto l'idea alla base della realizzazione delle musiche di scena, da proporre una soluzione analoga per l'accompagnamento sonoro del film "Nascita di una Nazione", rendendo da allora universalmente accettato che nella produzione dei film fosse inclusa la realizzazione di una dedicata "colonna sonora".
A buona ragione si può quindi considerare il Maestro Manlio Mazza il primo compositore di "colonne sonore" per il cinema, così come il film "Cabiria" fu il primo accompagnato da una colonna sonora espressamente composta e dedicata. La colonna sonora è stata ripresa nel 2014 in occasione del centenario della realizzazione del film ed eseguita congiuntamente alla proiezione del film, dalla orchestra sinfonica della RAI presso l'auditorium RAI "Arturo Toscanini" di Torino.